# 343
Het jaar 343 is het 43e jaar in de 4e eeuw volgens de christelijke jaartelling.

## Gebeurtenissen

### Brittannië
- Keizer Constans I voert een militaire expeditie in het noorden van Brittannië tegen de Picten en de Schotten.

### Armenië
- Keizer Constantius II valt het koninkrijk Adiabene (Armenië) binnen, de vazalstaat is bezet door de Perzen.